# 1971 рік у науковій фантастиці
1971 рік у науковій фантастиці ознаменувався цілою низкою подій.

## Вперше видані науково-фантастичні книги[1]

### Вперше опубліковані романи
1. Дон Делілло «Американа[en]»  (англ. «Americana») (США)[2][3][4].
2. Кіт Ломер «Берег динозаврів» (англ. «Dinosaur Beach»)* (США)[5].
3. Чед Олівер[en] «Береги іншого моря» (англ. «The Shores of Another Sea»)  (США)[6][7].
4. Аріадна Громова та Рафаїл Нудельман «В інституті часу йде розслідування» (рос. «В Институте Времени идёт расследование»)* (Російська РФСР)[8].
5. Бен Бова «Вигнанці з Землі» (англ. «Exiled from EarthTitle»)  (США)[9].
6. Генадій Гор «Витвір» (рос. «Изваяние») (Російська РФСР)[10].
7. М. Джон Харрісон[en] «Віддані чоловіки[en]» (англ. «The Committed Men»)  (Англія)[11][12].
8. Джозеф Л. Ґрін[en] «Ґолд, людина» (англ. «Gold the Man»), або «Око за мозком» (США)[13].
9. Роджер Желязни «Джек з тіней» (англ. «Jack of Shadows») (США)[14].
10. Рафаель Лафферті «Диявол мертвий» (англ. «The Devil Is Dead») (США)[15].
11. Джон Браннер «Драматурги Єну» (англ. «The Dramaturges of Yan») (Англія)[16].
12. Роберт Сілверберг «Друга подорож[en]» (англ. «Up the Line»)**  (США)[17]
13. Олесь Бердник «Зоряний корсар» (укр. «Зоряний корсар») |(Українська РСР)[18].
14. Роберт Сілверберг «Книга черепів» (англ. «, трансліт. The Book of Skulls»)  (США)[19]
15. Вокер Персі[en] «Кохання серед руїн: пригоди поганого католика за часів, близькі до кінця світу» (англ. «Love in the Ruins: he Adventures of a Bad Catholic at a Time Near the End of the World») (США)[20].
16. Едмунд Купер «Культура надлюдини» (англ. «The Overman Culture») (Англія)[21].
17. Дейвід Джерролд та Ларрі Нівен «Літучі чарівники[en]» (англ. «The Flying Sorcerers») (США)[22].
18. Боб Шо «Людина Нульової землі[en]» (англ. «The Ground Zero Man»)  (Північна Ірландія)[23][24].
19. Мартін Кейдін «Майже опівночі» (англ. «Almost Midnight») (США)[25].
20. Джеррі Дейвіс та Кіт Педлер «Мутант-59» (англ. «Mutant 59: The Plastic-Eater»)  (Англія, Велика Британія)[26][27].
21. Петер Жолдош «Надзавдання»  (англ. «A Feladat», 1971) (Угорщина)[28].
22. Томас Дж. Басс «Напівлюдина» (англ. «Half Past Human»)*  (США)[29][30].
23. Брати Стругацькі «Населений острів» (рос. «Обитаемый остров») (Російська РФСР)[31].
24. Том Ґодвін[en] «За іншим сонцем» (англ. «Beyond Another Sun»)  (США)[32][33].
25. Джон Браннер «Неправильний кінець часу[fr]» (англ. «The Wrong End of Time») (Англія)[34].
26. Пол Андерсон «Операція «Хаос»[en]» (англ. «Operation Chaos»)  (США)[35][36].
27. М. Джон Харрісон[en] «Пастельне місто» (англ. «The Pastel City»)  (Англія)[37]
28. Анатоль Імерманіс[ru] «Піраміда Мортона» (латис. «Mortona piramīda») (Латвійська РСР)[38].
29. Лестер дель Рей «Псімат» (англ. «Pstalemate») (США)[39].
30. Шарль Дюї «Птах Хотеп» (англ. «Ptah Hotep») (Франція)[40].
31. Роберт Сілверберг «Світ зсередини» (англ. «The World Inside») (США)[41].
32. Вільям Гйортсберг «Сіра речовина» (англ. «Gray Matters»)  (США)[42][43].
33. Урсула Ле Ґуїн «Токарний верстат небес[en]» (англ. «The Lathe of Heaven»)  (США)[44].
34. Пол Андерсон «Танцівниця з Атлантиди[en]» (англ. «The Dancer from Atlantis»)  (США)[45][36].
35. Філіп Хосе Фармер «У свої зруйновані тіла поверніться» (англ. To Your Scattered Bodies Go)*  (США)[46].
36. Дюла Хернаді[hu] (угор. Gyula Hernádi) «Фортеця» (угор. «Az erőd»)  (Угорщина)[47].
37. Станіслав Лем «Футурологічний конгрес» (пол. «Kongres futurologiczny») (Польща)[48].
38. Роберт Сілверберг «Час змін» (англ. «A Time of Changes») (США)[49].

- Романи, що раніше видавалися, проте видані вперше у відповідному форматі, варіанті редакції та відповідного розміру.
  - Романи видані в журнальному варіанті у вигляді серіалу

### Вперше видані авторські збірки творів короткої та середньої форми
1. Аврам Дейвідсон «Дивні моря і береги[en]» (англ. «Strange Seas and Shores»)  (США)[50].
2. Роберт Сілверберг «Місячні папороті та зіркові пісні» (англ. «Moonferns and Starsongs») [51].
3. Дейвід Р. Банч[en] «Модеран» (англ. «Moderan»)  (США)[52].
4. Гарлан Еллісон «Партнери по надзвичайному» (англ. «Partners in Wonder»)  (США)[53].
5. Мірча Опріце[ro] «Планета-паразит» (рум. «Planeta părăsită») (Румунія)[54].
6. Теодор Стерджон «Стерджон живий та здоровий...» (англ. «Sturgeon Is Alive and Well ...»)  (США)[55].
7. Ларрі Нівен «Усі незліченні способи» (англ. «All the Myriad Ways») (США)[56].
8. Жан-П'єр Андревон «Це станеться незабаром» (фр. «Cela se produira bientôt») (Франція)[57].

### Вперше видані колективні антології
1. «Руїни Землі» (англ. «The Ruins of Earth») (США) за редакцією Томаса М. Діша}[58].
2. «Всесвіт 1» (англ. «Universe 1») (США) за редакцією Террі Карра[en][59].
3. «Зал слави наукової фантастики, том перший» (англ. «The Science Fiction Hall of Fame, Volume One») (США) за редакцією Роберта Сілверберга[60].
4. «Кларйон» (англ. «Clarion») (США) за редакцією Робіна Скотта Вілсона[en][61].
5. «Найкраща наукова фантастика року, Вип. № 4» (англ. «The Year's Best Science Fiction No. 4») (Англія) за редакцією Гаррі Гаррісона та Браєна В. Олдіса[62].
6. «Найкраща наукова фантастика світу: 1971» (англ. «World's Best Science Fiction: 1971») (США) за редакцією Дональда Е. Воллгайма та Террі Карра[en][63].
7. «Нові виміри 1: чотирнадцять оригінальних науково-фантастичних оповідань» (англ. «New Dimensions 1: Fourteen Original Science Fiction Stories») (США) за редакцією Роберта Сілверберга[64].
8. «Нові світи фентезі 3» (англ. «New Worlds of Fantasy #3») (США) за редакцією Террі Карра[en][65].
9. «Нове написане в НФ 18[en]» (англ. «New Writings in SF 18») (Англія) за редакцією Едварда Джона Карнелла[en][66].
10. «Нове написане в НФ 19[en]» (англ. «New Writings in SF 19») (Англія) за редакцією Едварда Джона Карнелла[en][67].
11. «НФ: Авторський вибір 3» (англ. «SF: Authors' Choice 3») (Англія) за редакцією Гаррі Гаррісона[68].
12. «Оповідання премії «Неб'юла» 6[en]» (англ. «Nebula Award Stories 6») (Англія) за редакцією Кліфорда Д. Сімака[69].
13. «Орбіта 9» (англ. «Orbit 9») (США) за редакцією Деймона Найта[70].

### Вперше видані нехудожні книги науково-фантастичного та футурологічного характеру

#### Критичні роботи на фантастичні теми

##### Критичні роботи про теми, сюжети та історію розвитку фантастики
1. Міра Дін Едвардс Барнс (англ. Myra Jean Edwards Barnes) «Мовознавці та мови у науковій фантастиці» (англ. «Linguistics and Languages in Science Fiction-Fantasy») (США)[71].
2. Сем Люндвалл "Наукова фантастика: про що це все" (англ. «Science Fiction: What It's All About») (Швеція)
3. Дональд Е. Воллгайм «Творці Всесвіту: Наукова фантастика сьогодні» (англ. «The Universe Makers: Science Fiction Today») (США) [72].

##### Критичні роботи про життя та творчість письменників фантастів
1. Дейвід Аллен Кук (англ. David Allen Cook) «Пошуки ідентичності у творі Джона Каупера Повіса: «Читаючи його Вессексську серію»» (англ. «Quest for Identity in John Cowper Powys,The: A Reading of His Wessex Series») (США)
2. Ноелін Елізабет Олкорн[en] (англ. Noeline Elizabeth Alcorn) «Бачення і кошмар: Дослідження романів Доріс Лессінг» (англ. «Vision and Nightmare: A Study of Doris Lessing's Novels») (США)[73]
3. Емброуз В. Хаґарті (англ. Ambrose W. Hagarty) «Конічний прикус: Вплив Свіфта на Оруелла» (англ. «Conical Bite, The: Swift's Influence on Orwell») (США)[74]

## Науково-фантастичні фільми, що вперше з'явилися на екранах
1. «Втеча з планети мавп[en]» (англ. «Escape from the Planet of the Apes»)  (США) — культовий сатирико-фантастичний фільм, спродюсований Артуром П. Джейкобсом[en]  та поставлений режисером Доном Тейлором[en] за сценарієм Пола Дена[en] як сиквел фільму Планета мавп, заснованого на  однойменному романі французького письменника П'єра Буля[75]. Прем'єра фільму відбулася 21 травня, у США.
2. «Людина Омега» (англ. The Omega Man)  (США) — науково-фантастичний постапокаліптичний фільм 1971 року режисера Бориса Сагала,  спродюсований Волтером Зельцером за сценарієм Джеймса Гупера[en] та Джона Вільяма Коррінтонів[en] на основі  роману Річарда Метісона «Я — легенда»[76].
3. «Механічний апельсин» (англ. «A Clockwork Orange»)  (Велика Британія, США) — культовий сатирико-фантастичний фільм, спродюсований та поставлений режисером Стенлі Кубриком за його ж сценарієм на основі однойменного роману англійського письменника Ентоні Берджеса[77]. Прем'єра фільму відбулася 19 грудня, у Нью-Йорку, США.
4. «Рожевий нарцис» (англ. Pink Narcissus)  спродюсований та поставлений режисером Джеймсом Бідґудом[en] за його ж сценарієм [78]. Прем'єра фільму відбулася 12 березня, у США.
5. «Штам «Андромеда»» (англ. «The Andromeda Strain») , (Канада), науково-фантастичний трилер, поставлений та спродюсований режисером Робертом Вайзом за сценарієм Нельсоном Ґіддіном[en] на основі однойменним романом Майкла Крайтона 1969 року, знята за його ж сценарієм та зпродюсована ним[79]. Прем'єра фільму відбулася 12 березня, у США.
6. «Втеча з планети мавп[en]» (англ. «Escape from the Planet of the Apes»)  (США) — культовий сатирико-фантастичний фільм, спродюсований та поставлений режисером Стенлі Кубриком за його ж сценарієм Доном Тейлором[en] на основі однойменного роману англійського письменника Ентоні Берджеса[77]. Прем'єра фільму відбулася 19 грудня, у Нью-Йорку, США.

## Науково-фантастичні телесеріали, що вперше з'явилися на телеекранах
1. „Вартові[en]“ (англ. «The Guardians»)  (Велика Британія), спродюсований Ендрю Брауном (англ. Andrew Brown) та знятий за сценарієм Рекса Фіркіна (англ. Rex Firkin) та Вінсента Тайнслі (англ. Vincent Tilsley), а також Джона Боуена (англ. Vincent Tilsley) та інших політико-фантастичний драматичний телесеріал  Роберта Тронсона[en] (англ. Robert Tronson), Джима Ґоддарда[en] (англ. Jim Goddard), Тоні Варнбі (англ. Tony Wharmby)  та інших режисерів. Прем'єра телесеріалу відбулася жовтня[80].

## Проведені науково-фантастичні конвенції
1. 29-а всесвітня конвенція наукової фантастики[en], 2 — 6 вересня, «Шератон-Бостон Готель»англ. «Sheraton-Boston Hotel»Бостон, штат Массачусетс, США

## Вручені премії фантастики
1. «Премія Г'юґо» (англ. «Hugo Award») (міжнародна) у номінаціях:
- «найкраще оповідання»
- «найкращу коротку повість»
- «найкраща повість»
- «найкращий роман»
- Найкращий професійний журнал[en]
- Найкращому письменнику-аматору
- Найкращому професійному художнику
- Найкращому митцю-аматору[en]

2. «Неб'юла» (англ. «Nebula Award») (США) у номінаціях:
- «найкраще оповідання»
- «найкращу коротку повість»
- «найкраща повість»
- «найкращий роман» тощо

3. «Локус» (англ. «Locus Award») (США) у номінаціях:
- «найкращий твір короткої форми»[en]
- «найкраща раніше видана антологія чи збірка»
- «найкращий фантастичний роман»
- Найкращому митцю-аматору тощо

4. «Премія Британської науково-фантастичної асоціації» (англ. «British Science Fiction Association Award, BSFA Award») (Велика Британія) у номінаціях:
- «найкращий роман» тощо

Крім того, до Зали слави фантастики Першого фендому включений  Джон Вуд Кемпбелл-молодший (англ. John Wood Campbell, Jr., (1910 — 1971) (посмертно).

## Цього року померли
1. 11 липня 1971 у м. Маунтенсайд, (штат Нью-Джерсі, США)) у віці 61 рік Джон Вуд Кемпбелл-молодший (англ. John Wood Campbell, Jr., (1910 — 1971), письменник-фантаст та редактор (США), головна постать Золотого століття наукової фантастики[81][82][83].
2. 3 серпня у м. Мінськ (Мінська область, Республіка Білорусь) у віці 88 років Іван Михайлович Федоров біл. Іван Міхайлавіч Фёдараў, відомий під псевдонімом Янка Мавр (біл. Янка Мавр, (1883 — 1971), письменник-фантаст, (Білоруська РСР), основопожник білоруської фантастики[84] (рос.)[85] (рос.)
3. 25 жовтня у м. Маямі (штат Флорида], США) у віці у віці 69 років Філіп Ґордон Вайлі (англ. Philip Gordon Wylie (1902 — 1971), письменник-фантаст та сценарист, (США)[86][87].
4. 11 грудня у м. Прага у віці 72 роки Карел Конрад (чеськ. Karel Konrád (1879 — 1971)[88][89]) , — письменник-фантаст (Чехія).

## Цього року народилися
1. 16 квітня у м. Київ (Україна) Андрій Юрійович Нечаєв, відомий під псевдонімом Андрій Левицький (укр. Андрій Левицький (1971 — ), письменник-фантаст та розробник відеоігор (Україна)[90].
2. 11 липня 1971 у м. Торонто (провінція Онтаріо, Канада) Корі Докторов (англ. Cory Doctorow, письменник-фантаст (Канада)[91][92]
3. 11 вересня 1971 у м. Гартфорд (штат Коннектикут, США) Сара Бір Елізабет Вишневськи, згодом відома як Елізабет Бір (англ. Elizabeth Bear, американська письменниця-фантаст українського походження (США)[93][94]
4. 16 жовтня 1971 у м. Нью-Йорк (штат Нью-Йорк, США) Лоуренс Шимел[en] (англ. Lawrence Schimel, письменник-фантаст (США)[95][96]

## Цього року дебютували у науковій фантастиці[97]
The Trouble with the Past
1. Алекс Айзенштайн (англ. Alex Eisenstein) (США) (1946 — 2020) з оповіданням «Проблеми з минулим» (англ. «The Trouble with the Past») , у співавторстві з Філліс Айзенштайн[98][99].
2. Філліс Айзенштайн (США) (1946 — 2020) з оповіданням «Проблеми з минулим» (англ. «The Trouble with the Past») , у співавторстві з Алексом Айзенштайном[100][99].
3. Жорж-Жан Арно[fr] (Франція) (1928 – 2020) з романом «Хрестоносці Мари» (фр. «Les Croisés de Mara»)[101][102].
4. Октавія Батлер (США) з оповіданням «Кросовер» (англ. «Crossover»)[103][104].
5. Габріель Бермудес Кастільйо[es] (Іспанія) (1934 – 2012) з оповіданням «1944»  (ісп. «1944»)[105][106].
6. Джеррі Дейвіс (Англія, Велика Британія) (1930 — 1991) з романом «Мутант-59» (англ. «Mutant 59: The Plastic-Eater») , у співавтростві з Кітом Педлером[26][27].
7. Дон Делілло  (США) (1936 — )  з романом «Американа[en]»  (англ. «Americana»)[2][3][4].
8. Джордж Алек Еффінджер[en] (США) (1947 – 2002) з оповіданням «Слот вісім тридцять дев’ять» (англ. «The Eight Thirty to Nine Slot»)[107][108].
9. Крістіан Леур'є[fr][109][110] (Франція) (1948 – ) з оповіданням «Сафарі» (фр. «Safari»)[111].
10. Алан Дін Фостер (США) (1946 — ) з оповіданням «Деякі примітки щодо зеленої коробки» (англ. «Some Notes Concerning a Green Box»)[112][113].